# Луїс Пачеко де Нарваес
Дон Луїс Пачеко де Нарваес (1570 — 1640 рр.) — дворянин, майстер фехтування, один із засновників геометричної школи іспанського фехтування — Дестрези, іспанський письменник, який написав низку праць про мистецтво фехтування..
Луїс Пачеко де Нарваес був послідовником дона Ієронімо Санчеса де Карранси та служив учителем фехтування короля Іспанії Філіпа IV. Проте точно не відомо, коли саме Пачеко познайомився зі своїм учителем, найбільшим майстром іспанського фехтування Ієронімо Санчесом де Каррансою.

## Біографія
Дотепер немає жодних відомостей про точну дату народження Луїса Пачеко де Нарваеса. Народився в місті Баеса, своє життя присвятив роботі зі зброєю, ставши сержант-майором на Канарських островах, а саме на острові Фуертевентура і Лансароте.
Згідно з документами зі спадщини Луїса Пачеко де Нарваес на Канарських островах, відомо, що він був сином Родріго Марін де Нарваес і Магдалени Пачеко Камери. Одружився з Беатріс Фернандес де Кордова, дочкою Михайла Ієроніма Фернандес де Кордова, клерка палати і секретаря Королівського суду Канарських островів і Люсія Саяго
Більшу частину життя Пачеко провів на Канарських островах, особливо в період інквізиції між 1589 і 1594 роками.
1608 року був проведений фехтувальний поєдинок між Пачеко де Нарваес і Франсіско де Кеведо. Дуель була спровокована Кеведо критикою на одну працю Пачеко. Кеведо зняв капелюха перед Пачеко при першій же зустрічі. У шахрайському романі Кеведо «El Buscón» пародіював цей поєдинок з точки зору фехтування, спираючись на математичний розрахунок на те, що потрібно бігти від дуелі з досвідченим противником.

## Життя фехтувальника
Незважаючи на відсутність точних даних про життя Пачеко де Нарваеса, як і багатьох інших майстрів фехтування періоду Середньовіччя, часто трапляються випадкові згадки. Із цих згадок  ясно, що професія вчителя фехтування в Іспанії XV і XVI століть вимагала серйозної підготовки і надзвичайної фізичної сили, організації. Існувала монополія на викладання і присвоєння кандидатові звання майстра мистецтва фехтування.
|                          | Я народився з вродженою бойовим ухилом, як раз поставив ноги на порозі життя і нових сил, вдарив у вуха мої великий гуркіт і особливе здивування викликала книга Карранза |
| — Луис Пачеко де Нарваес | |

Дон Херонімо Санчес де Карранза — майстер фехтування, засновник іспанської школи фехтування — Дестрези, що прославився своїм трактатом «Філософія зброї і Дестрези» («La filosofía de las armas y de su destreza, y de la agresión y defensa cristiana», опублікованим 1582 року), став наставником, учителем з фехтування Луїса Пачеко де Нарваеса.
Луїс Пачеко де Нарваес був військовим, служив на суші і на морі, починав з солдата, сержанта, прапорщика, став сержант-майором і губернатором
.

## «Книга про Велич меча»

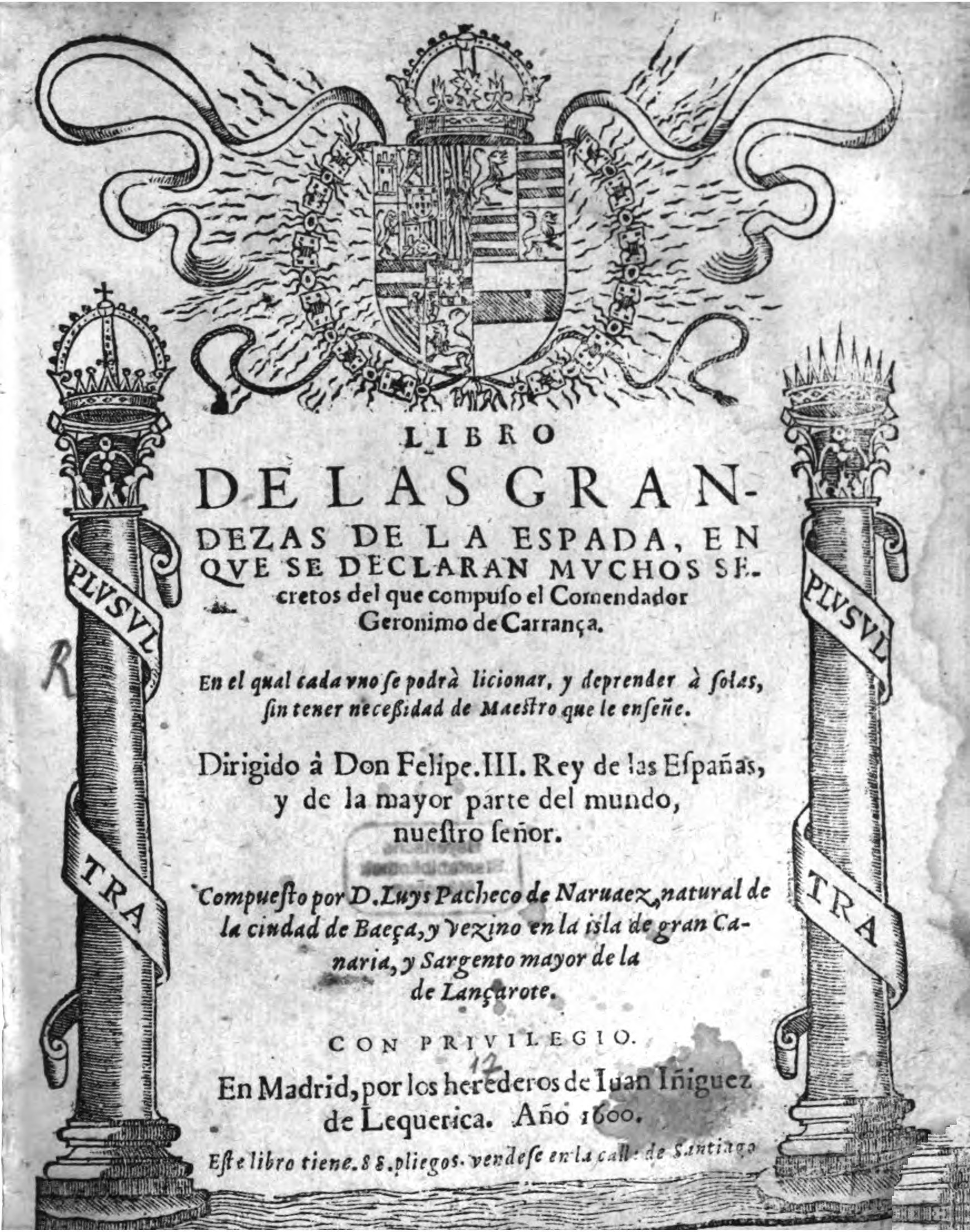
«Книга про Велич меча». Luis Pacheco de Narváez. «Книга про Велич меча» Луїс Пачеко де Нарваес

«Книга про Велич меча» дона Пачеко де Нарваеса лягла в основу всієї іспанської літератури з фехтування XVII століття. Перше видання «Книги про Велич меча» включає всі принципи, які Нарваесу передав Карранза. У цій книзі описано безліч секретів, принципів і приписів, за допомогою яких будь-яка людина зможе вчитися сама і навчати інших, не звертаючись до настанов інших майстрів.
«Книга про Велич меча» була написана в місті Севілья і присвячена Філіпу III, королю всієї Іспанії і більшої частини світу. Як учень Карранзи, дон Луїс Пачеко де Нарваес детально відтворює характерний метод primer inventor de la ciencia і вводить для пояснення цікаві схеми з намальованими кругами і положеннями клинків відносно один одного — у вигляді умовних мечів, що перетинаються під різними кутами, залежно від того, який виконується рух, ріжучий або колючий удар.
Після розлогих і докладних міркувань про необхідність захищатися, як того вимагають від людини людські і божественні закони, а також міркувань про піднесення самовдосконалення в мистецтві володіння зброєю, автор освячує свою мудрість і практику в мистецтві фехтування.
У середині XVI століття згідно зі школою іспанського фехтування була популярна стійка, у якій: тулуб випрямлений, але так, щоб серце не було прямо навпроти меча супротивника; права рука витягнута прямо, ноги розставлені нешироко. Ці основи дають три переваги: вістря меча направлено максимально близько до супротивника, сам меч фехтувальник тримає з більшою силою, таким способом виключена небезпека поранити лікоть. Чи не йде мова про те, щоб схрестити мечі з противником.
Фехтувальникам потрібно зайняти стійку поза дистанцією. Щоб систематизувати загальне поняття правильної дистанції, Карранза і його послідовник Нарваес представляють намальоване на землі коло — «circonferencia imaginata entre los cuerpos contrarios», за яким далі плануються дії.
Найбільше уваги Карранза приділяв ріжучим ударам, хоча досить вільно використовував у бою колючі удари, представляє точне визначення першого удару, але ніяк не пояснює другий. Однак Нарваес торкнувся у своїй праці колючого удару, але не дав ніяких детальних пояснень щодо того, як він виконується.
Трактат «Книга про Величі меча» Дона Луїса Пачеко де Нарваеса був перекладений російською мовою 2017 р. під патронажем Науково-дослідного Інституту «Світових традицій військових мистецтв і кримінальних досліджень застосування зброї» спільно зі школою іспанського фехтування «Дестреза Ачінеч» і доступний громадськості

## Простий спосіб екзаменації вчителів у мистецтві фехтування зі зброєю
«Простий спосіб екзаменування вчителів у мистецтві фехтування зі зброєю» є ще однією з найвідоміших праць, написаних доном Пачеко де Нарваесом (Діалог між учнем і вчителем-екзаменатором по філософії і мистецтва фехтування).
Друк цієї праці і будь-яке видання іншими особами були заборонені без відповідного дозволу. Книга в той час була видана кабінетом Lazaro de los Ríos, секретарем Короля Іспанії, датується 26 лютого 1625 роки (Мадрид).
Цей трактат містить діалог між учнем і його вчителем — екзаменатором з мистецтва фехтування і філософії для здобуття ступеня маестро. У такій формі написання Дон Луїс Пачеко де Нарваес представив сто висновків або форм пізнання.
Дон Пачеко де Нарваес від Короля отримав подяку і був призначений екзаменатором для всіх вчителів фехтування; однак замість проходження іспитів, мабуть, його товариші вирішили об'єднатися проти нього. Цей висновок можна зробити на основі аналізу індексу la Matrícula de Yarza — списку людей, які були зараховані. Індекс зберігається в архіві Верховного Суду. Там сказано:
|                                               | Вчителі військових мистецтв судяться з Доном Луїсом Пачеко де Нарваезом, який повинен прийняти іспит у всіх вчителів |
| — Луїс Пачеко де Нарваес, Лист L, файл 4, 732 | |

Захисні стійки, описані в трактаті, відповідають вимогам та законам справедливості і миру в Республіці. Кожному доблесному лицареві вручали корону в знак мудрості та вміння. Діалог заснований на цих двох принципах, у текстовій частині описані тренування зі зброєю. Також у цій частині проводиться ретельна оцінка найздібніших учнів, говориться, що таким виділяється стипендія за час, присвячений заняттям. Таку людину слід прихильно вітати, а іншу, яка з користі жадає удостоїтися честі отримати наукову премію, але не варто зневажати або уникати роботи з ним. Мимовільне ігнорування людини не є суттєвою помилкою, але незнання того, що необхідно, є неповагою до себе. І насамперед безглузде обдарування і недолік мужності призводять до втрати надії досягти того, що було можливо досягти, вважає Луїс Пачеко де Нарваес.
Цей трактат корисний у вивченні історії мистецтва володіння зброєю, тому інтелектуали визнають його дуже цінним. Ця книга сприяла відтворенню і описала образ мистецтва фехтування, з дати його публікації були висловлені подяки від різних майстрів фехтування.
Трактат «Простий спосіб екзаменування вчителів у мистецтві фехтування зі зброєю» Дона Луїса Пачеко де Нарваеза був перекладений російською мовою 2017 під патронажем Науково-дослідного Інституту «Світових традицій військових мистецтв і кримінальних досліджень застосування зброї» спільно зі Школою іспанського фехтування «Дестреза Ачінеч»
Spanish Fencing School «Destreza Achinech» і доступний громадськості.

## Праці
- «Libro de las grandezas de la espada, en qve se declaran mvchos secretos del que compuso el Commendador Geronimo de Carrança» Luis Pacheco de Narváez. Orbigo, 1600
- «Compendio de la filosofia de las armas de Geronimo de Carrança» Luis Pacheco de Narváez por Luis Sanchez, 1612
- «Colloqvia familiaria et alia quae dam opuscula [de Erasmi de Civilitate morum puerilium] erudiendae imentuti accommodatissima opera doctisimorum…» Luis Pacheco de Narváez. Claudius Bornat, 1643
- «Nveva ciencia; y filosofia de la destreza de las armas, sv teorica, y practica: A la Magestad de Felipe Quarto, rey, y señor nvestro de las Españas, y de la mayor parte del mundo» Luis Pacheco de Narváez, M. Sanchez, 1672
- «Modo facil y nueuo para examinar los maestros en la destreza de las armas, y entender sus cien conclusiones, ò formas de saber» Luis Pacheco de Narváez por los herederos de Pedro Lanaja, 1658
- «Advertencias para la enseñanza de la filosofia, y destreza de las armas, assi à pie, como à cavallo … por D. Luis Pacheco de Narvaez …» Autor Pacheco de Narváez, Luis Fecha 1642
- «Historia exemplar de las dos constantes mugeres españolas … por Don Luis Pacheco de Naruaez …» Autor Pacheco de Narváez, Luis Imprenta del Reino (Madrid) 1635